# Speiredonia gowa
Speiredonia gowa là một loài bướm đêm thuộc họ Erebidae. Loài này có ở miền bắc Moluccas và Sulawesi.
Chiều dài cánh trước là 24-24.5 mm đối với con đực.